# 白沙镇 (伊川县)
白沙镇，是中华人民共和国河南省洛陽市伊川县下辖的一个乡镇级行政单位。

## 行政区划
白沙镇下辖以下地区：
白沙村、孟村、银李村、省庄村、焦王村、下天院村、范村、常岭村、朱岭村、孙岭村、吴堂村、下磨村、郝湾村、孝村、高岭村、程子沟村、陈村、窦村、叶村、程庄村、柳庄村、炉坪村、石岭村、杨岭村、小王村和新寨村。